# حمرا، حماة
حمرا (به عربی: الحمراء) یک روستا در سوریه است که در استان حماه واقع شده‌است. حمرا ۱٬۷۸۳ نفر جمعیت دارد.